# Pârâul Verde, Ghimbav
Pârâul Verde este un curs de apă, afluent al râului Ghimbav. 